# حوريات تيتان
حوريات تيتان هي رواية خيال علمي كوميدي لكورت فونيجت جونيور، نُشرت لأول مرة في عام 1959. وهي روايته الثانية وتتضمن قضايا الإرادة الحرة والمعرفة غير المحدودة والغرض العام للتاريخ الإنساني. تدور أغلب أحداث الرواية حول غزو مريخي للأرض.

## الحبكة
مالاكي كونستنت هو أغنى رجل في أمريكا المستقبلية. يتمتع بحظ غير عادي والذي ينسبه إلى النعمة الإلهية واستخدمه للبناء على ثروة والده. يصبح هو محور رحلة تنقله من الأرض إلى المريخ استعدادًا لحرب بين الكواكب، ثم إلى عطارد مع مريخي آخر ناجٍ من تلك الحرب، ومن ثم يعود إلى الأرض ليشهر به كعلامة على عدم رضا الرجل عن غطرسته، وأخيرًا إلى تيتان حيث يلتقي مجددًا بالرجل المسؤول ظاهريًا عن تحول الأحداث التي حلت به، ويدعى وينستون نايلز رومفورد.
يأتي رومفورد من خلفية غنية من نيو إنجلاند. كانت ثروته الخاصة كبيرة بما يكفي لتمويل بناء مركبة فضائية شخصية، وأصبح مستكشفًا للفضاء. أثناء السفر بين الأرض والمريخ، دخلت سفينته، التي تحمل رومفورد وكلبه كازاك، ظاهرة تُعرف باسم مخروط التساوق الزمني، والتي عُرفت في الرواية بأنها «تلك الأماكن ... حيث تتوافق جميع أنواع الحقائق المختلفة معًا». عندما دخلوا إلى المخروط، أصبح رومفورد وكازاك «ظواهر موجية»، تشبه إلى حد ما موجات الاحتمال التي تصادف عند التعامل مع ميكانيكا الكم. إنها تتواجد على طول حلزون يمتد من الشمس إلى النجم منكب الجوزاء. عندما يتقاطع كوكب، مثل الأرض، مع الحلزون، يتجسد رومفورد وكازاك، بشكل مؤقت، على هذا الكوكب كأجسام مادية.
عندما دخل رومفورد مخروط التساوق الزمني، أصبح مدركًا للماضي والمستقبل. طوال سير الرواية، يتنبأ بحصول أحداث، ما لم يكن يكذب عمدًا ليبدوا الأمر كذلك، فإن توقعاته تتحقق. في حالته السابقة، أنشأ رومفورد «كنيسة الله المحايدة تمامًا» على الأرض لتوحيد الكوكب بعد الغزو المريخي. وفي هذه الحالة أيضًا، قام رومفورد، بالتجسد ماديًا على كواكب مختلفة، والتحريض على الغزو المريخي، الذي خُطط له ليخفق بصورة مذهلة. على القمر تيتان، المكان الوحيد الذي يمكن له أن يتواجد فيه بصورة دائمة على هيثة إنسان، أصبح رومفورد صديق مع مسافر من ترالفامادور (عالم تخيلي ذُكر أيضًا في رواية فونيجت المسلخ رقم خمسة، وهو واحد من بين عدة عوالم تخيلية) الذي يحتاج إلى مركب معدني صغير لإصلاح مركبته الفضائية المتعطلة.

## روابط خارجية
- حوريات تيتان على موقع الموسوعة البريطانية (الإنجليزية)